# Диего Фумаса
Диего Сезар де Оливейра (порт. Diego César de Oliveira; род. 18 декабря 1994, Барбасена), также известный как Диего Фумаса — бразильский футболист, полузащитник клуба «Атлетик».

## Клубная карьера
Выступал в Бразилии за ряд клубов в низших лигах и чемпионатах штатов. Наивысшим уровнем  из лиг было выступление в Серии B, в которой он провёл одну игру в 2019 году за «Атлетико Гоияниенсе». Диего вышел на поле на 85-й минуте встречи с «Виторией».
10 июля 2022 на правах свободного агента подписал контракт со шведским «Хельсингборгом». 8 августа дебютировал в чемпионате Швеции в игре с «Хеккеном», появившись на поле на 60-й минуте вместо Бенджамина Аквы.

## Клубная статистика
| Выступление      | Выступление      | Выступление      | Лига | Лига | Кубки | Кубки | Конт. кубки | Конт. кубки | Итого | Итого |
| Клуб             | Лига             | Сезон            | Игры | Голы | Игры  | Голы  | Игры        | Голы        | Игры  | Голы  |
| ---------------- | ---------------- | ---------------- | ---- | ---- | ----- | ----- | ----------- | ----------- | ----- | ----- |
| Хельсингборг     | Алльсвенскан     | 2022             | 7    | 0    | 1     | 0     | 0           | 0           | 8     | 0     |
| Хельсингборг     | Итого            | Итого            | 7    | 0    | 1     | 0     | 0           | 0           | 8     | 0     |
| Всего за карьеру | Всего за карьеру | Всего за карьеру | 7    | 0    | 1     | 0     | 0           | 0           | 8     | 0     |